# Roppen
Roppen – gmina położona na zachodzie Austrii, w kraju związkowym Tyrol, w powiecie Imst.

## Geografia
Roppen leży w równoleżnikowo położonej dolinie rzeki Inn (Inntal). Od północy góruje masyw Tschirgant (2370 m n.p.m.), od południa dolinę zamykają Alpy Ötztalskie. Przez miejscowość przebiega prowadząca wzdłuż Inn droga krajowa B171 z Imst do Telfs. Autostrada A12 (Inntal Autobahn) przebiega w długim na ponad 5 km tunelu na północ od miejscowości. W Roppen znajduje się stacja na linii kolejowej Arlbergbahn (z Innsbrucka do Bludenz).

## Zabytki
Na terenie gminy Roppen znajdują się m.in. następujące zabytki (pełna lista w przypisie):
- katolicki kościół św. Leonarda (niem. Pfarrkirche hl. Leonard) z cmentarzem
- drewniany most nad rzeką Inn
- most w ciągu drogi droga krajowa B171 (niem. Ötztaler Talbrücke)
- dawna elektrownia kolejowa (Unterwerk Roppen)
- malowidło ścienne Josefa Jaisa na budynku Mairhof 98
- liczne kaplice

Przez Roppen prowadzą szlaki: m.in. droga św. Jakuba, Bike Trail Tirol i liczne szlaki piesze oraz ścieżki przyrodnicze.

## Współpraca
Miejscowość partnerska:
- Forchheim, Niemcy